# Ring Ring (álbum de ABBA)
Ring Ring es el nombre del primer álbum de estudio lanzado por el grupo sueco ABBA, bajo el nombre de "Björn & Benny, Agnetha & Frida". Fue publicado por Polar Music el 26 de marzo de 1973 en Escandinavia, y posteriormente en un número limitado de países. Cuando el álbum fue finalmente lanzado, marcó la culminación de un proceso que había empezado años atrás.

## Grabación
Debido a los diferentes temas usados en la lista de temas del álbum, hay una confusión en las fechas de grabación de algunas canciones. En 1971, Björn y Benny habían grabado la banda sonora de la película La seducción de Inga. Una de las canciones usadas para el film fue llamada "She's My Kind Of Girl" y posteriormente fue lanzada como sencillo por el dúo Björn & Benny. Dos años después, fue lanzada también en Japón, alcanzando el número siete en las listas de Oricon. Este éxito animó a Björn y Benny a escribir más canciones en inglés, para grabarlas con sus parejas, Agnetha y Frida. No obstante, todo parece indicar que "She's My Kind Of Girl" fue grabada en noviembre de 1969, sin Frida ni Agnetha.
El éxito en Japón animó a Björn y Benny a comenzar a componer canciones pop de nuevo. Así, en el estudio Metronome de Estocolmo el 29 de marzo de 1972, el grupo grabó su "primera" canción titulada "People Need Love", la primera canción pop en inglés escrita por Björn y Benny en dos años. También por esos días, el grupo grabó los temas "Merry-Go-Round" y "Santa Rosa", lados B de sus primeros dos sencillos, posteriormente incluidos en el álbum como bonus tracks.
El 26 de septiembre de 1972 se llevó a cabo la primera sesión de grabación oficial para el grupo Björn & Benny, Agnetha & Anni-Frid. Comenzaron grabando una pista instrumental, llamada provisionalmente "Contemplation" que nunca fue usada. El grupo también trabajo sobre otras viejas canciones, que originalmente no fueron escritas para el grupo. "Rock'n Roll Band", que había sido utilizada como lado B de "Love Has Its Ways" (un sencillo japonés del dúo de Björn y Benny), recibió un arreglo para poder ser interpretada por el grupo.
La grabación del álbum continuaría el 17 de octubre de 1972, cuando el grupo grabó los temas "Nina, Pretty Ballerina", "Another Town, Another Train" y "He Is Your Brother"; este último fue elegido para publicarse como el segundo sencillo del grupo en noviembre de 1972.
En enero, Björn, Benny y Stig Anderson comenzaron a escribir una canción para el Melodifestivalen 1973: "Ring Ring". Con la ayuda del ingeniero de sonido, Michael B. Tretow, lograron crear un estilo completamente nuevo para el pop sueco. Neil Sedaka, con la ayuda de Phil Cody , le dio a la canción su letra en inglés. Poco después del Melodifestivalen, las versiones en sueco e inglés de "Ring Ring" fueron lanzadas como sencillos por separado.
También en enero, por única vez Benny compone la letra de una canción de ABBA: "Me And Bobby And Bobby's Brother". Durante esta época, Björn y Benny habían escrito canciones para usarse en la cinta Ture Sventon – Investigador Privado. Una de las canciones de este proyecto, "Jag är blott en man" (Soy solo un hombre) – originalmente cantada por el actor sueco Jarl Kulle – fue traducida al inglés y con varios retoques vocales fue incluida en el álbum del grupo como "I Am Just A Girl".
Finalmente, a mediados de marzo de 1973 son grabadas las tres últimas canciones incluidas en el álbum. "Love Isn't Easy (But Is Sure Is Hard Enough)", "Disillusion" (única canción grabada por ABBA que fue escrita por Agnetha) y "I Saw It In The Mirror". Esta última canción había sido escrita por Björn y Benny para Billy G-son tres años antes, pero ahora fue reutilizada para completar las doce pistas del álbum.

## Lanzamientos
El lanzamiento oficial del álbum fue el 26 de marzo de 1973, en Escandinavia y bajo el sello de Polar Music. En los siguientes meses el álbum sería publicado en Japón. En Estados Unidos, México y Australia no estuvo disponible hasta 1976 y en Reino Unido y los Países Bajos en 1979.

### Variaciones
| País         | Año  | Formato | n.º de Catálogo        | Comentarios                              |
| ------------ | ---- | ------- | ---------------------- | ---------------------------------------- |
| Suecia       | 1973 | LP      | Polar - POLS 242       | Versión original                         |
| Australia    | 1976 | LP      | RCA Victor - SL 102323 | Diferente portada                        |
| Países Bajos | 1979 | LP      | Polydor - 2344 122     | Lanzado bajo el nombre de "Honey, Honey" |
| Suecia       | 1997 | CD      | Polydor - 533 984-2    | Primera masterización                    |
| Suecia       | 2001 | CD      | Polar - 549 950-2      | Segunda masterización                    |
| Suecia       | 2005 | CD      | Polar - 0602498723128  | Tercera masterización                    |

## Lista de temas

### LP Original (1973)
| Lado A |                                                 |                                                                       |          |  |
| N.º    | Título                                          | Escritor(es)                                                          | Duración |  |
| 1.     | «Ring Ring» (En Suecia era la versión en sueco) | Stig Anderson, Benny Andersson, Björn Ulvaeus, Phil Cody, Neil Sedaka | 3:06     |  |
| 2.     | «Another Town, Another Train»                   | Benny Andersson, Björn Ulvaeus                                        | 3:13     |  |
| 3.     | «Disillusion»                                   | Agnetha Fältskog, Björn Ulvaeus                                       | 3:07     |  |
| 4.     | «People Need Love»                              | Benny Andersson, Björn Ulvaeus                                        | 2:46     |  |
| 5.     | «I Saw It In The Mirror»                        | Benny Andersson, Björn Ulvaeus                                        | 2:35     |  |
| 6.     | «Nina, Pretty Ballerina»                        | Benny Andersson, Björn Ulvaeus                                        | 2:53     |  |

| Lado B |                                                |                                |          |  |
| N.º    | Título                                         | Escritor(es)                   | Duración |  |
| 7.     | «Love Isn't Easy (But Is Sure Is Hard Enough)» | Benny Andersson, Björn Ulvaeus | 2:55     |  |
| 8.     | «Me And Bobby And Bobby's Brother»             | Benny Andersson, Björn Ulvaeus | 2:52     |  |
| 9.     | «He Is Your Brother»                           | Benny Andersson, Björn Ulvaeus | 3:19     |  |
| 10.    | «She's My Kind Of Girl»                        | Benny Andersson, Björn Ulvaeus | 2:45     |  |
| 11.    | «I Am Just A Girl»                             | Benny Andersson, Björn Ulvaeus | 3:03     |  |
| 12.    | «Rock'n Roll Band»                             | Benny Andersson, Björn Ulvaeus | 3:11     |  |
| 34:45  |                                                |                                |          |  |

### Pistas adicionales
| Edición del 2001 |                                                         |                                               |          |  |
| N.º              | Título                                                  | Escritor(es)                                  | Duración |  |
| 13.              | «Merry-Go-Round» (Lado B de "People Need Love")         | Stig Anderson, Benny Andersson, Björn Ulvaeus | 3:26     |  |
| 14.              | «Santa Rosa» (Lado B de "He Is Your Brother")           | Benny Andersson, Björn Ulvaeus                | 3:01     |  |
| 15.              | «Ring Ring (Bara Du Slog En Signal)» (Versión en sueco) | Stig Anderson, Benny Andersson, Björn Ulvaeus | 3:10     |  |
| 44:22            |                                                         |                                               |          |  |

| The Complete Studio Recordings (2005) |                                                                                         |                                                           |          |  |
| N.º                                   | Título                                                                                  | Escritor(es)                                              | Duración |  |
| 13.                                   | «Ring Ring (Bara Du Slog En Signal)» (Versión en sueco)                                 | Stig Anderson, Benny Andersson, Björn Ulvaeus             | 3:08     |  |
| 14.                                   | «Åh, Vilka Tider» (Lado B de "Ring Ring (Bara Du Slog En Signal)")                      | Stig Anderson, Benny Andersson, Björn Ulvaeus             | 2:33     |  |
| 15.                                   | «Merry-Go-Round» (Lado B de "People Need Love")                                         | Stig Anderson, Benny Andersson, Björn Ulvaeus             | 3:26     |  |
| 16.                                   | «Santa Rosa» (Lado B de "He Is Your Brother")                                           | Benny Andersson, Björn Ulvaeus                            | 3:01     |  |
| 17.                                   | «Ring Ring» (Versión en español)                                                        | Stig Anderson, Benny Andersson, Björn Ulvaeus, Doris Band | 3:01     |  |
| 18.                                   | «Wer Im Wartesaal Der Liebe Steht» (Versión en alemán de "Another Town, Another Train") | Benny Andersson, Björn Ulvaeus, Fred Jay                  | 3:21     |  |
| 19.                                   | «Ring Ring» (Versión en alemán)                                                         | Stig Anderson, Benny Andersson, Björn Ulvaeus, Peter Lach | 3:09     |  |
| 57:24                                 |                                                                                         |                                                           |          |  |

## Recepción

### Listas de popularidad
El álbum solo entró a las listas de cuatro países, de las cuales en tres (Suecia, Noruega y Australia) alcanzó a colocarse dentro del Top Ten en las listas de popularidad, mientras en Nueva Zelanda quedó dentro del Top 40.
| Lista                                  | Posición |
| -------------------------------------- | -------- |
| Suecia Álbum/Singles Chart             | 2        |
| Noruega Top 30 Álbum Chart             | 10       |
| Australia ARIA Top 50 Álbum Chart      | 10       |
| Nueva Zelanda RIANZ Top 40 Álbum Chart | 32       |

### Ventas y certificaciones
Debido a su limitada promoción, el lanzamiento original de Ring Ring no consiguió certificaciones por sus ventas. No obstante, el relanzamiento del álbum en Australia en 1976 hecho por RCA Records logró vender lo suficiente como para ganar tres discos de oro en aquel país. Con solo las cifras en Australia, Ring Ring ha vendido más de 100,000 copias, pese a esto, desde su lanzamiento hasta 2014 el álbum ha alcanzado 1,000,000 de copias.
| País/Organización | Certificación | Ventas  |
| ----------------- | ------------- | ------- |
| ARIA              | Oro X 3       | 105 000 |

### Críticas
Ring Ring es probablemente el álbum de estudio de ABBA menos recibido por las críticas. En Allmusic, Bruce Eder dice "Este álbum es más un lanzamiento de Pop europeo antiguo, que un lanzamiento de ABBA", dándole dos estrellas y media de cinco. Por su parte, el crítico ruso, George Starostin, lo pone como "su peor álbum, por excelencia", poniéndolo en la categoría de álbumes "verdaderamente ofensivos", dándole dos estrellas de diez. Finalmente, Rickey Wright del sitio web Amazon.com, lo califica como no tan malo, pero no tan bueno como "Dancing Queen"; mientras los clientes lo califican con cuatro estrellas de cinco.

## Producción
- Productores: Benny Andersson, Björn Ulvaeus
- Ingeniero: Michael B. Tretow
- Asistentes de ingeniería: Björn Almstedt, Lennart Karlsmyr, Rune Persson
- Masterización: Jon Astley, Michael B. Tretow
- Arreglos de cuerda: Sven-Olof Walldoff
- Fotografía: Lars Falck, Bengt H. Malmqvist
- Diseño original del álbum: Peter Wiking